# Apollo (Pennsylvania)
Apollo  è una borough degli Stati Uniti d'America, nella contea di Armstrong nello Stato della Pennsylvania. Secondo il censimento del 2000 la popolazione è di 1.765 abitanti.

## Società

### Evoluzione demografica
La composizione etnica vede una prevalenza di quella bianca (95,52%), seguita da quella afroamericana (3,25%), dati del 2000.
| borough di Apollo Popolazione |       |
| 2000                          | 1.765 |
| Stima al 2009                 | 1.605 |